# Mileševo, Bečej
Mileševo (izvirno srbsko Милешево) je naselje v Srbiji, ki upravno spada pod Občino Bečej; slednja pa je del Južnobačkega upravnega okraja.

## Demografija
V naselju živi 901 polnoletni prebivalec, pri čemer je njihova povprečna starost 41,5 let (39,8 pri moških in 43,3 pri ženskah). Naselje ima 451 gospodinjstev, pri čemer je povprečno število članov na gospodinjstvo 2,48.
Prebivalstvo je večinoma nehomogeno, a v času zadnjih štirih popisov je opazen padec v številu prebivalcev.
|  |

| Demografija | Demografija     | Demografija     |
| Leto        | Št. prebivalcev | Št. prebivalcev |
| ----------- | --------------- | --------------- |
|             |                 |                 |
|             |                 |                 |
|             |                 |                 |
|             |                 |                 |
| 1948        | 1784            |                 |
| 1953        | 1845            |                 |
| 1961        | 1908            |                 |
| 1971        | 1468            |                 |
| 1981        | 1301            |                 |
| 1991        | 1218            | 1206            |
| 2002        | 1155            | 1118            |
|             |                 |                 |

| Etnična sestava po popisu iz leta 2002 | Etnična sestava po popisu iz leta 2002 | Etnična sestava po popisu iz leta 2002 | Etnična sestava po popisu iz leta 2002 | Etnična sestava po popisu iz leta 2002 |
| -------------------------------------- | -------------------------------------- | -------------------------------------- | -------------------------------------- | -------------------------------------- |
| Madžari                                | Madžari                                |                                        | 571                                    | 51,07%                                 |
| Srbi                                   | Srbi                                   |                                        | 485                                    | 43,38%                                 |
| Hrvati                                 | Hrvati                                 |                                        | 19                                     | 1,69%                                  |
| Jugoslovani                            | Jugoslovani                            |                                        | 8                                      | 0,71%                                  |
| Nemci                                  | Nemci                                  |                                        | 2                                      | 0,17%                                  |
| Muslimani                              | Muslimani                              |                                        | 2                                      | 0,17%                                  |
| Bolgari                                | Bolgari                                |                                        | 2                                      | 0,17%                                  |
| Črnogorci                              | Črnogorci                              |                                        | 1                                      | 0,08%                                  |
| Makedonci                              | Makedonci                              |                                        | 1                                      | 0,08%                                  |
| Bunjevci                               | Bunjevci                               |                                        | 1                                      | 0,08%                                  |
| Neznano                                | Neznano                                |                                        | 4                                      | 0,35%                                  |